# BAP Atún
BAP Atún – peruwiański okręt podwodny z okresu zimnej wojny, jedna z czterech jednostek typu Lobo. Zwodowany 5 lutego 1957 roku w amerykańskiej stoczni Electric Boat w Groton, został przyjęty do służby w Marina de Guerra del Perú 1 lipca 1957 roku. Okręt otrzymał numer taktyczny S-43. W 1960 roku nazwę jednostki zmieniono na „Angamos”. Wielokrotnie modernizowany okręt został skreślony z listy floty w 1990 roku.

## Projekt i budowa
Okręty podwodne typu Lobo były ulepszoną wersją zbudowanych w okresie II wojny światowej amerykańskich jednostkach typu Mackerel . Okręty otrzymały m.in. nowoczesne sensory. 8 grudnia 1951 roku zawarto kontrakt na dostawę dwóch pierwszych jednostek.
BAP „Atún” został zbudowany w stoczni Electric Boat w Groton . Stępkę okrętu położono 27 października 1955 roku, a zwodowany został 5 lutego 1957 roku .

## Dane taktyczno-techniczne
„Atún” był okrętem podwodnym o długości całkowitej 74,1 metra, szerokości 6,7 metra i maksymalnym zanurzeniu 4,3 metra . Wyporność normalna w położeniu nawodnym wynosiła 815 ton, a w zanurzeniu 1400 ton . Okręt napędzany był na powierzchni i w zanurzeniu przez dwa silniki elektryczne o łącznej mocy 2400 KM, do których energię generowały dwa 12-cylindrowe silniki wysokoprężne jednostronnego działania General Motors 278A . Dwa wały napędowe poruszające dwoma śrubami zapewniały prędkość 16 węzłów na powierzchni i 10 węzłów w zanurzeniu . Zbiorniki mieściły 45 ton paliwa, co zapewniało zasięg wynoszący 5000 Mm przy prędkości 10 węzłów w położeniu nawodnym .
Okręt wyposażony był w cztery dziobowe i dwie rufowe wyrzutnie torped kalibru 533 mm (21 cali) .
Załoga okrętu składała się z 40 oficerów, podoficerów i marynarzy .

## Służba
„Atún” został przyjęty do służby w Marina de Guerra del Perú 1 lipca 1957 roku . Okręt otrzymał numer taktyczny S-43 . W 1960 roku nazwę jednostki zmieniono na „Angamos” . W 1968 roku okręt przeszedł remont generalny w macierzystej stoczni w Groton, podczas którego m.in. ulepszono system sterowniczy . W 1981 roku dokonano wymiany wyposażenia radioelektronicznego: zdemontowano obydwa sonary, instalując w zamian zestaw sonarowy EDO 1102/1105; okręt otrzymał także nowe baterie akumulatorów . W latach 80. na pokładzie jednostki zamontowano też system przeciwdziałania elektronicznego ECM . Jednostka została skreślona z listy floty w 1990 roku, po ponad 30 latach służby.